# Seseli
- Commons
- Wikispecies

Seseli L. é um género botânico pertencente à família Apiaceae.

## Sinonímia
- Cyathoselinum Benth.
- Elaeopleurum Korovin
- Libanotis Haller ex Zinn
- Elaeopleurum Korovin
- Lomatopodium Fisch. et C.A. Mey.
- Pseudammi H. Wolff

## Espécies
- Seseli libanotis (L.) Koch
- Seseli annuum L.
- Seseli montanum L.
- Seseli elatum L.
- Seseli tortuosum L.
- Seseli carvifolium Vill.
- «Lista completa»

## Classificação do gênero
| Sistema | Classificação                    | Referência               |
| ------- | -------------------------------- | ------------------------ |
| Linné   | Classe Pentandria, ordem Digynia | Species plantarum (1753) |